# Michel Fannoun
Michel Fannoun, tidigare artistnamn Michael Fannon, född 20 mars 1994 i Stockholm, är en svensk artist, låtskrivare och Entreprenör. Under 2019 har Michel släppt en rad olika singlar, och gjort ett flertal framgångsrika samarbeten med olika artister och producenter världen över.

## Bakgrund och biografi
Michel Fannoun lyfter fram namn som Elvis Presley och Johnny Cash som några av sina främsta musikaliska förebilder. Han debuterade i TV som tolvåring när han framförde en egenskriven låt i Sveriges Televisions Lilla Melodifestivalen 2006.  Framträdandet ledde till att han fick åka på en omfattande signeringsturné med Benjamin Ingrosso. Året därpå erbjöds han att gå med i gruppen Popkidz, som gav ut ett album på Sony Music och medverkade i radio och TV och åkte på turné. Efter tiden i gruppen satsade den då tonårige Michel på soloframträdanden på allt från pubar och krogar till Finlandsfärjor. 2012 medverkade Fannoun i programmet Kvällen är din på TV4 där han sjöng duett med Ali Campbell, sångaren i brittiska storstjärnorna UB40. Framträdandet på TV4 följdes upp av medverkan i Nickelodeon-turnén. Michel Fannoun satte 2013 upp en egen krogshow runt om i Roslagen. I januari 2015 släpptes Michel Fannoun sin debut som soloartist under namnet "Michael Fannon", en EP med fyra låtar. Han har varit med och skrivit alla de fyra spåren, ”Bara så de e”, ”Återvändsgränd”, ”Kommer tid, kommer råd” och ”Bättre än så här” och spelar även gitarr på EP:n. Mikael Fall, världsmästare i munspel, medverkar på flera av spåren.
Michel Fannoun vann Sveriges Radio P4:as musiktävling Svensktoppen Nästa 2015. med låten "Kommer tid, kommer råd" som vid två tillfällen utmanade på radiohitlistan Svensktoppen.
I november 2015 gav Fannoun ut jul-singeln "Första julen utan dig", som också prövades på Svensktoppen och blev även nominerad till årets jullåt 2015.
Även den tredje singeln "En del av mig"  som släpptes i februari 2016 spelades flitigt på radio. Hans låtar har också varit placerade på Spotify-listan "Viral 50 i Sverige"  som speglar de mest delade låtarna i landet.
Under resterande 2016 släppte Fannoun singlarna "Skuggan av vår stad", "Tack! Men Förlåt" och "Dom Som Julen Aldrig Når" och turnerade intensivt runt om i landet tillsammans sitt band.
Efter två år som verksam under artistnamnet "Michael Fannon", startade Michel om sig själv med namnet "Michel Fannoun" som då är hans riktiga namn. Michel Fannoun släppte sin första engelskspråkiga singel "Camping Place" under eget namn i maj 2018, samt på sin egen etikett "Rebel Heart Records". Skivbolaget och förlaget som han var med och grundade 2017 . Sommaren 2018 släpptes också debutalbumet "Rebel Road"  skriven och producerad tillsammans med Jimmy Åkerfors och Johannah LaBranche.
I slutet av 2018 bildade Fannoun band tillsammans med gitarristen och låtskrivaren Markus Wetterstrand, och producenten Jimmy Åkerfors. Första singlarna "You Should Be Here" och "Worse" släpptes kort därefter via skivbolaget LoudKult. Under 2019 har Michel släppt en rad olika singlar, och gjort ett flertal framgångsrika samarbeten med olika artister och producenter världen över. Michel är också en del av produktions och DJ-duon "Jeff Riv3r & Mike F" vars debut singel "Can You Hear Me" släppt via Universal Music Sweden, signades av samma manager som tidigare signat Swedish House Mafia.

## Diskografi

### Singlar
- 2006 - Lite Tid (SVT Lilla Melodifestivalen)
- 2015 - Bara så de e (EP)
- 2015 - Första julen utan dig
- 2016 - En del av mig
- 2016 - Skuggan av vår stad
- 2016 - Tack! men förlåt
- 2016 - Dom som julen aldrig når
- 2018 - Camping Place
- 2018 - You Should Be Here
- 2019 - Can You Hear Me (Acoustic Cover)
- 2019 - Worse
- 2019 - Summer Forever (with Robbie Koex)
- 2019 - Pieces (with Refeci)
- 2019 - Did You Forget (with Jeff Riv3r & Mike F)
- 2019 - Paradise (with The Sunnefield)
- 2019 - You (with Refeci)
- 2019 - Afterglow (with Jad Alexander)
- 2019 - Love You No More (with The Suncatchers)
- 2019 - Should've Walked Away (with Imad)
- 2019 - Lost (with Refeci)

### Album
- 2018 - Rebel Road